# باليرينا (حذاء)

باليرينات نسائية في محل بيع الأحذية.

باليرينا صنف من الأحذية الخفيفة التي تعرف إقبالا متزايدا، صمّمت في الأصل لتكون أحذية رياضية لكن سرعان ما تمّ تصميم نسخ منها للتمشية اليومية، تتعدد أنواع الباليرينات فمنها التي تُبْدي ظاهر القدم وهي خاصة بالنساء، ومنها التي تُخفي كل القدم وهي لكلا الجنسَين.

## باليرينات نسائية
تستعمل النساء الباليرينات النسائية بشكل متزايد وملفت للنظر، خصوصا تلك التي تبدي ظاهر القدم (الجزء العلوي من القدم دون الأصابع)، تكون هذه الباليرينات عادة مسطّحة (دون كعب) ومنها من لها كعب رقيق، وهي أحذية جد عملية، تتلاءم بسرعة مع جميع أنواع الألبسة والأماكن، كما أنها تعتبر مريحة للقدم وبديلا ممتازا للكعب العالي. وهي الآن شائعة الاستخدام من قبل السيدات من جميع الأعمار.
صمّمت هذه الباليرينات أساسا لتكون أحذية رقص احترافية، وتحديدًا لراقصي الباليه، صمّمها الأسترالي يعقوب بلوش عام 1932 في ورشة عمله المتخصصة في صنع أحذية الرقص المتطورة.

## باليرينات رياضية
وأما الباليرينات الرياضية، والتي صارت تلبس الآن في جميع المناسبات، فهي نوع من الأحذية المشهورة عند الرجال والنساء من جميع الأعمار والطبقات الاجتماعية، تعد مثالية للمشي والعدو وممارسة مختلف الحركات الرياضية. تمتاز بخفّتها وطواعيتها وصبرها وشدة التصاقها بالقدم.